# Nauka o čvrstoći
Nauka o čvrstoći je grana mehanike koja proučava čvrstoću, krutost i stabilnost konstrukcija i strojeva, te jednostavnih konstrukcijskih cjelina. Čvrstoća konstrukcije je sposobnost prenošenja sila i opterećenja bez loma materijala, trajnih plastičnih deformacija ili oštećenja (pukotina). Krutost konstrukcije je otpornost konstrukcije prema deformiranju. Elastična stabilnost konstrukcije je sposobnost konstrukcije da zadrži početan ravnotežni oblik. Gubitak elastične stabilnosti naziva se izvijanje. 
Osim naziva nauka o čvrstoći upotrebljava se i naziv otpornost materijala. Oba su naziva tradicionalna i ne odgovaraju u potpunosti. Ne radi se o otpornosti (čvrstoći) materijala, nego o čvrstoći dijelova konstrukcija! Međutim, osim čvrstoće proučava se još krutost i stabilnost, pa ni naziv nauka o čvrstoći nije potpuno prikladan, iako je bolji od naziv otpornost materijala. Bolji naziv bio bi mehanika deformabilnih čvrstih tijela, slično nazivu mehanika krutih tijela ili mehanika fluida. Nauka o čvrstoći je u prvom redu tehnička (inženjerska) disciplina kojoj je svrha da što jednostavnijim metodama na zadovoljavajući, približan način riješi probleme iz tehničke prakse. Ponekad se susreće i naziv elastostatika, koja proučava statičke probleme elastičnih tijela. Ni taj naziv nije dobra zamjena za naziv nauka o čvrstoći, jer ona proučava i neelastična tijela i dinamičke probleme, pa se čini opravdanim zadržati naziv nauka o čvrstoći.

## Povijest
Već na početku razvoja civilizacije, kad su se počele graditi veće zgrade, hramovi, mostovi, brodovi, jednostavni strojevi i naprave, bilo je potrebno da se sakupe podaci o svojstvima pojedinih konstrukcijskih materijala i oblika tijela. Bez sumnje su postojala iskustvena pravila o određivanju mjera pojedinih dijelova konstrukcija, jer bi bez njih bilo nemoguće izgraditi veličanstvene građevine i spomenike izgrađene još u starom vijeku. Osobito su se svojim graditeljstvom isticali graditelji Rimskog Carstva. Poznate su njihove palače, hramovi, arene, bazilike, akvedukti, te katapulti i drugi ratni i radni strojevi. Nešto o metodama njihova graditeljstva poznato je iz knjige De architectura libri decem od Marka Poliona Vitruvija. Najveći dio znanja koji su sakupili stari Grci i Rimljani i drugi narodi izgubljen je u toku ranoga srednjeg vijeka. 
Prve značajne pokuse o ponašanju i čvrstoći materijala obavio je Leonardo da Vinci na prijelazu iz 15. u 16. stoljeće. On je ispitivao čvrstoću žice, greda i stupova. Došao je do ispravnog zaključka da je čvrstoća grede na dva oslonca razmjerna (proporcionalna) širini i obrnuto razmjerna rasponu. Nije zabilježeno da li je ispitivao utjecaj visine grede. Galileo Galilei je prvi pokušao da analitički odredi čvrstoću pojedinih dijelova konstrukcija. Utvrdio je da čvrstoća geometrijski sličnih tijela opada s porastom dimenzija. Poznata su njegova razmatranja o savijanju štapa. On je pogrešno pretpostavio da su sile (naprezanje) pri savijanju jednoliko raspodijeljene po visini presjeka grede i da se greda pri lomu okreće oko najniže točke oslonca. Uz tu pretpostavku ravnoteža momenata unutrašnjih i vanjskih sila oko ukliještenog kraja pravokutne (duljine l, širine b i visine h) konzole daje:
{\displaystyle \sigma =2\cdot {\frac {F\cdot l}{b\cdot h^{2}}}}
Točno rješenje glasi:
{\displaystyle \sigma =6\cdot {\frac {F\cdot l}{b\cdot h^{2}}}}
Galilejevo rješenje razlikuje se samo za konstantu od točnog rješenja. Galileo je objavio u djelu Discorsi e dimostrazioni matematische intorno a due nuove scienze attenenti alla meccanica & i movimenti locali (Leiden, 1638). 
Problem savijanja grede obrađivao je i Edme Mariotte. On je u radu objavljenom 1690. zadržao pretpostavku da neutralna linija prolazi kroz donji brid presjeka, ali je uveo pretpostavku da naprezanja linearno rastu došao je do rješenja:
{\displaystyle \sigma =3\cdot {\frac {F\cdot l}{b\cdot h^{2}}}}
To je rješenje bliže točnomu od Galilejeva. Antoine Parent (16. rujna 1666. – 26. rujna 1716.) je također razmatrao savijanje grede. On je 1713. objavio dva rada. U prvome je pokazao da Mariotteovo rješenje može vrijediti samo za pravokutan presjek i izveo je izraz za kružni presjek. U drugom radu je pošao od pretpostavke da neutralna os prolazi kroz sredinu presjeka i došao do ispravnog rješenja. Njegov je rad, međutim, ostao nezapažen, pa su se mnogi inženjeri i dalje služili Mariotteovim rješenjem. Točno rješenje problema savijanja grede izveo je 1773. Charles-Augustin de Coulomb ne poznavajući Parentovo rješenje. On je 1784. riješio problem uvijanja okruglog štapa i uveo pojam modula smicanja. 
Zakon linearne ovisnosti opterećenja i pomaka, odnosno naprezanja i deformacije postavio je 1660. Robert Hooke na temelju pokusa s oprugama. Međutim, taj zakon, poznat kao Hookeov zakon, objavljen je tek 1678. u knjizi De potentia restitutiva, s objašnjenjem kakva sila, takvo produljenje. Thomas Young je 1807. matematički izveo Hookeov zakon za jednoosno rastezanje i uveo pojam modula elastičnosti, koji se po njemu naziva i Youngov modul elastičnosti. Taj je zakon 1828. dopunio Siméon Denis Poisson i uveo pojam koeficijenta poprečne konstrukcije pri rastezanju, koji se po njemu naziva Poissonov koeficijent ili Poissonov omjer. 
Znatno su pridonijeli razvoju teorije elastičnosti i analitičkim metodama o nauci o čvrstoći švicarski matematičari, braća Jakob i Johann Bernoulli. Oni su razmatrali deformacije grede pri savijanju. Jacob Bernoulli je uveo pretpostavku da pri savijanju poprečni presjeci ostaju ravni. On je 1694. utvrdio da je zakrivljenost elastične linije sukladna (proporcionalna) momentu savijanja. Daniel Bernoulli, Johannov sin, prvi je izveo diferencijalnu jednakost poprečnih vibracija štapa. Leonhard Euler, učenik Daniela Bernoullija, također je proučavao elastične linije. On je 1744. izveo izraz za kritičnu silu izvijanja vitkog štapa. Augustin Louis Cauchy je 1822., u radu koji je predložio Francuskoj akademiji znanosti, po prvi put odredio prostorno stanje naprezanja i izveo jednakosti ravnoteže diferencijalnog elementa. Prvi rad iz teorije ploča objavio je Claude-Louis Navier 1820. On je također prvi dao opći pristup rješavanju statički neodređenih zadataka. Teoriju savijanja ploča razrađivali su dalje Siméon Denis Poisson, Gustav Robert Kirchhoff i drugi. D. J. Žuravski je izveo 1844. izraz za posmična naprezanja pri savijanju grede. Emil Winkler je 1858. riješio problem savijanja debeloga zakrivljenog štapa metodama nauke o čvrstoći. Točno rješenje tog problema dao je 1881. M. Golovin. Uvijanja nekih neokruglih presjeka riješio je 1852. Adhémar Barré de Saint-Venant. Godine 1857. Émile Clapeyron izveo je jednakost triju momenata (Clapeyronova jednakost). James Clerk Maxwell je 1870. izveo poučak o recipročnosti uplivnih koeficijenata (Maxwellov poučak), a Carlo Alberto Castigliano je 1873. izveo svoj prvi poučak. Christian Otto Mohr je objavio rad o kružnicama naprezanja 1895. 

## Naprezanje
Naprezanje je unutarnja sila raspodijeljena po jedinici površine nekoga čvrstog tijela koja se javlja kao reakcija na djelovanje vanjskih sila ili promjene temperature tijela, s jedinicom paskal (Pa = N/m2). Veličina naprezanja u nekoj točki tijela ovisi o orijentaciji presjeka tijela na kojem se naprezanje promatra. Takvo puno naprezanje je vektor općenito položen pod kutom prema normali na presjek i može se rastaviti na tri skalarne komponente vezane uz koordinatni sustav: jednu u smjeru normale x na presjek (σx, normalno naprezanje) i dvije na nju okomite koje leže u površini presjeka u smjeru preostalih dviju osi (τxy i τxz, tangencijalna ili posmična naprezanja). Uzimajući svaku os kao normalu na odgovarajući presjek, proizlazi da u svakoj točki tijela postoji devet komponenata naprezanja vezanih uz jedan koordinatni sustav, koje djeluju na element volumena i koje tvore takozvani tenzor naprezanja drugoga reda. Zbog simetričnosti toga tenzora, koja slijedi iz uvjeta ravnoteže elementa volumena, samo je 6 međusobno različitih komponenata, jer je τij = τji (na primjer  τxy = τyx). Kako se u nekoj točki mijenja orijentacija koordinatnih osi, tako se mijenjaju i iznosi naprezanja. U svakoj točki tijela moguća je takva orijentacija osi prema kojima postoje samo normalna naprezanja, dok su posmična jednaka nuli. Ta tri naprezanja nazivaju se glavnim naprezanjima, od kojih su dva ekstremne vrijednosti σmax i σmin u toj točki. 
Zbog unutarnjih silâ javljaju se u tijelu deformacije s kojima su naprezanja vezana preko Hookeova zakona. Čvrstoća konstruktivnih elemenata procjenjuje se prema takozvanim hipotezama ili teorijama čvrstoće u kojima naprezanja imaju presudnu ulogu.

### Deformacija
Deformacija (lat. deformatio: izobličenje, nagrđivanje), u fizici, je promjena oblika tijela (rastezanje, svijanje, sukanje i drugo) pod utjecajem vanjskih ili unutarnjih sila. Može biti elastična, kada se nakon prestanka djelovanja sile tijelo vraća u prvobitni oblik, i neelastična, kada deformirani oblik ostaje i nakon prestanka djelovanja sile.

### Dijagram naprezanja
Dijagram naprezanja prikazuje međusobnu ovisnost σ - vlačnog naprezanja i ε - relativnog produljenja ili linijske vlačne deformacije. U materijalu koji je opterećen nekom silom F nastaju naprezanja σ koja uzrokuju njegovo rastezanje. Naprezanje σ je omjer sile F i ploštine A presjeka štapa ili šipke (okomitog na smjer sile).
{\displaystyle \sigma ={\frac {F}{A}}}
Zbog djelovanja sile F (a time nastalog naprezanja σ) štap ili šipka će se od početne duljine L0 rastegnuti na duljinu L. Tako je produljenje štapa ili šipke:
{\displaystyle \varepsilon ={\frac {\Delta L}{L_{0}}}={\frac {L-L_{0}}{L_{0}}}}
Relativno produljenje ε (duljinska ili uzdužna deformacija) štapa ili šipke je produljenje s obzirom na početnu duljinu Lo. Početno je naprezanje linearno (deformacija je izravno razmjerna naprezanju). U području linearnog rastezanja (Hookeov zakon) materijal je elastičan i nakon prestanka djelovanja sile, odnosno naprezanja, on se vraća u početno stanje. Youngov modul elastičnosti je omjer naprezanja i relativnog produljenja (u području elastičnosti).
Tehnička granica elastičnosti je naprezanje pri kojem osjetljiva mjerila osjete prvo primjetno trajno produljenje materijala (pri još nepromijenjenom presjeku Ao). Nakon te granice (obično na kraju linearnog rastezanja) materijal se rasteže plastično i nakon prestanka djelovanja sile ne vraća se više na početnu duljinu L0, već ostaje određeno trajno produljenje, uz suženje presjeka, A < A0).

## Geometrijska svojstva presjeka

### Moment tromosti
Moment tromosti ili moment inercije (znak I ili J) je fizikalna veličina koja opisuje tromost ili inerciju čestice ili krutoga tijela pri promjeni brzine ili smjera vrtnje; jednaka je zbroju umnožaka mase m i kvadrata udaljenosti r od osi rotacije svake čestice koja čini tijelo:
{\displaystyle I=\sum _{i=1}^{N}m_{i}{r_{i}}^{2}}
Moment tromosti nekog tijela ovisi o obliku tijela, raspodjeli mase, položaju osi rotacije. Primjerice, ako je m masa tijela, r njegov polumjer, a os rotacije ujedno i os simetrije, moment inercije na primjer šupljega valjka ili prstena iznosi:
{\displaystyle I=mr^{2}}
homogeno ispunjenoga valjka ili kružne ploče:
{\displaystyle I={\frac {mr^{2}}{2}}\,\!}
homogeno ispunjene kugle:
{\displaystyle I={\frac {2mr^{2}}{5}}\,\!}
Moment tromosti homogeno ispunjenoga štapa kojemu je os rotacije okomita na dužinu štapa nalazi se na polovici dužine štapa:
{\displaystyle I={\frac {mr^{2}}{12}}\,\!}
a na kraju je štapa:
{\displaystyle I={\frac {mr^{2}}{12}}\,\!}
gdje je: r - duljina štapa. Mjerna je jedinica momenta tromosti kilogram puta kvadratni metar (kg m2).

## Naprezanje i deformiranje štapa
Na štapu kao modelu tijela kojemu je jedna mjera ili dimenzija (duljina) znatno veća od drugih dviju protraju se jednostavna opterećenja: rastezanje, uvijanje, savijanje, izvijanje i druga.

### Vlak i tlak
Štap je osno ili aksijalno opterećen ako su u svakom presjeku štapa sve komponente osim normalne sile (uzduž osi štapa) jednake nuli. U središnjem su dijelu naprezanja jednoliko raspodijeljena i u njima naprezanje iznosi:
{\displaystyle \sigma ={\frac {F}{A}}}
gdje je: F - normalna sila na štap, a A - ploština poprečnog presjeka štapa. Ako je duljina štapa mnogo veća od debljine (l / h > 10 - 20), može se utjecaj odstupanja od jednolikog naprezanja u rubnom prijelaznom području na produljenje zanemariti. Tada je:
{\displaystyle \Delta l=\varepsilon \cdot L}
gdje je: Δ l - promjena duljine, a l - duljina štapa. Primjenom Hookeova zakona izraz prelazi u:
{\displaystyle \Delta l={\frac {F}{E\cdot A}}\cdot l={\frac {\sigma }{E}}\cdot l}
gdje je: E - Youngov modul elastičnosti.

### Toplinska naprezanja
Toplinska naprezanja σT pojavljuju se pri zagrijavanju ili hlađenju čvrsto upetih predmeta:
{\displaystyle \sigma _{T}=E\cdot \varepsilon =E\cdot {\frac {\Delta l}{l}}}
gdje je: Δ l - dužinsko ili linearno toplinsko istezanje (ili skraćenje):
{\displaystyle \Delta l=\alpha _{L}\cdot l_{0}\cdot \Delta T}
gdje je: l0 - početna duljina, ΔT - temperaturna razlika, αL - koeficijent toplinskog istezanja. Toplinska naprezanja upetog štapa proizlaze:
{\displaystyle \sigma _{T}=E\cdot \alpha _{L}\cdot \Delta T}
Toplinska naprezanja ne ovise o izmjerama predmeta i mogu biti katkada vrlo velika. 

### Uvijanje ili torzija
Uvijanje ili torzija (kasnolat. torsio: uvrtanje, uvijanje) je način opterećenja elementa konstrukcije kada oko neke njegove osi djeluju dva jednaka i suprotno usmjerena momenta (sprega). Tako su na primjer opterećena vratila radnih strojeva ili pogonske osovine vozila kada na njih s jedne strane djeluje pogonski moment, a s druge otpor radnoga dijela stroja (na primjer alata) ili kotača vozila. Slično mogu biti opterećeni i stupovi nosećih metalnih konstrukcija (dizalica, građevina, dalekovoda i slično), koji su jednim krajem ukliješteni u temelje, a na drugom stalno ili samo povremeno (udari vjetra) djeluje moment koji stup uvija oko njegove uzdužne osi. Elementi opterećeni na uvijanje pojednostavnjeno se prikazuju štapovima, a proračunima im se određuju deformacije (kut uvijanja) i naprezanja (posmična, rjeđe i normalna). Za ravne štapove poprječnoga kružnog presjeka ili presjeka u obliku kružnoga vijenca (na primjer šuplje osovine) proračuni se s visokom točnošću provode uz pretpostavke da pri uvijanju poprečni presjeci ostaju ravni i okomiti na uzdužnu os štapa, da se presjeci zakreću kao krute figure (polumjeri pri zakretanju ostaju ravni) te da se na presjecima ne javljaju normalna naprezanja. U središtu presjeka takva štapa posmično naprezanje jednako je nuli, a na vanjskom rubu presjeka, polumjera r, ono ima maksimalnu vrijednost:
{\displaystyle \tau ={\frac {M_{t}\cdot r}{I_{p}}}}
gdje je: Mt - moment torzije ili uvijanja, a Ip polarni moment tromosti površine presjeka u odnosu na središte, koji za puni presjek iznosi:
{\displaystyle I_{p}={\frac {\pi \cdot r^{4}}{2}}}
a za kružni vijenac, unutarnjeg i vanjskog polumjera r i R:
{\displaystyle I_{p}={\frac {\pi \cdot (R^{4}-r^{4})}{2}}}
Kod toga će se krajnji presjeci štapa duljine l i modula smicanja G, koji ovisi samo o vrsti materijala štapa, zakrenuti jedan u odnosu na drugoga za kut 
{\displaystyle \phi _{}={M_{t}\cdot l \over I_{p}\cdot G}}
Kod uvijanja neokruglih štapova poprečni se presjeci iskrivljuju, navedene pretpostavke više ne vrijede, a proračuni posmičnih naprezanja i deformacija su složeniji. U granicama Hookeova zakona moment torzije Mt i kut zakreta φ međusobno su proporcionalni, tako da vrijedi:
{\displaystyle M_{t}=D\cdot \phi }
D je takozvani direkcijski moment (torzijska krutost) s jedinicom Nm/rad, koji za štap punoga kružnog presjeka ili kružnoga vijenca iznosi G Ip / l.

### Savijanje
Za razliku od osnog opterećenja (vlak i tlak), pri savijanju štapa deformira se uzdužna os štapa. Deformirana uzdužna os zove se elastična linija ili progib. Razlikuje se čisto savijanje i poprečno savijanje. Pri čistom savijanju sve su komponente unutrašnjih sila jednake nuli, osim momenta savijanja. Pri poprečnom savijanju osim momenta savijanja pojavljuje se još i poprečna sila koja uzrokuje smicanje. Čisto savijanje zove se još i savijanje spregovima, a poprečno savijanje, savijanje silama. Moment savijanja uzrokuje normalna naprezanja σ koja se zamišljaju razdijeljenima po presjeku razmjerno udaljenosti od neutralne osi. Neutralna os prolazi kroz težište promatranog presjeka. Klasična jednakost koja određuje naprezanje u gredi zbog djelovanja čistog savijanja je:
{\displaystyle {\sigma }={\frac {M\cdot y}{I_{x}}}}
gdje je: {\displaystyle {\sigma }} - naprezanje zbog savijanja, M - moment savijanja oko neutralne osi x, y - okomita udaljenost od neutralne osi x, Ix - moment tromosti ili moment inercije oko neutral osi x.
Maksimalno naprezanje na savijanje σmax pojavljuje se u točki koja je najudaljenija od neutralne osi ymax:
{\displaystyle \sigma _{max}={\frac {M\cdot y_{max}}{I_{x}}}={\frac {M}{W_{x}}}}
gdje je: {\displaystyle {W_{x}}} - moment otpora presjeka.
Progib nosača {\displaystyle {\delta }} proizlazi iz diferencijalne jednakosti elastične linije:
{\displaystyle {\delta }={\frac {M_{x}}{E\cdot I_{x}}}}
Uobičajene vrijednosti za maksimalne momente savijanja, progibe, momente tromosti i momente otpora presjeka date su u tablicama.

### Smicanje
Smicanje, smik, posmik ili odrez je opterećenje čvrstoga tijela silama koje djeluju u ravnini nekoga presjeka tijela, a nastoje izazvati paralelno klizanje jednoga dijela presjeka (tankoga sloja) u odnosu na drugi. Tako su na primjer opterećene zakovice koje spajaju krajeve metalne vrpce u obruč, kada duž obruča djeluju vlačne sile. Jednako tako, kod torzije (uvijanja) štapa okrugla presjeka momentima (na primjer vratilo), presjeci okomiti na uzdužnu os štapa napregnuti su na smicanje. Smično opterećenje rabi se u nekim tehnološkim postupcima, kao što je na primjer rezanje škarama, probijanje štancanjem i drugo. U elementima konstrukcija smicanje se najčešće javlja zajedno sa savijanjem. Posljedica su smicanja reaktivna posmična (tangencijalna) naprezanja τ koja leže u ravnini presjeka tijela, a raspodijeljena su po nekom zakonu ovisno o načinu djelovanja sila i momenata. Tako su kod savijanja štapova silama naprezanja raspodijeljena parabolično, kod uvijanja linearno i tako dalje. U općem slučaju opterećenja, na svaki beskonačno mali element površine djeluju, osim normalnih, i posmična naprezanja, koja tvore spregove. Pod djelovanjem tih spregova dolazi do promjene prvotno pravoga kuta između dviju međusobno okomitih stranica elementa za mali kut γ (kutna deformacija), koji mjeren u radijanima kod elastičnih deformacija iznosi:
{\displaystyle \gamma ={\tau  \over G},}
gdje je: G - modul smicanja ovisan o materijalu (spreg sila).

### Izvijanje
Izvijanje je gubitak stabilnosti štapa ili kojega drugog vitkog elementa konstrukcije osno opterećenoga prekomjerno velikom tlačnom silom. Tako se na primjer štap, postavljen okomito na tlo i odozgo pritisnut tlačnom silom, izvije (izboči) u trenutku kada se sila poveća preko određene granice (Eulerova kritična sila). Rešetkaste konstrukcije koje su sastavljene od štapova (stupovi dalekovoda, čelični mostovi, dizalice) obično gube stabilnost zbog izvijanja jednog ili više štapova, pa se u proračunima takvih konstrukcija posebna pozornost posvećuje tlačno najopterećenijim štapovima. Intenzitet kritične sile pri kojem nastaje izvijanje ovisi o vitkosti štapa, to jest načinu učvršćenja njegovih krajeva i njegovim geometrijskim svojstvima, te o mehaničkim svojstvima materijala od kojega je štap načinjen. Kod konstrukcija s pločama, stijenama i ljuskastim elementima izvijanje je složenije. Kritičnom silom bavio se švicarski matematičar, fizičar i astronom Leonhard Euler, po kojem je ta sila i nazvana.